# Diaphus antonbruuni
Diaphus antonbruuni är en fiskart som beskrevs av Nafpaktitis, 1978. Diaphus antonbruuni ingår i släktet Diaphus och familjen prickfiskar. Inga underarter finns listade i Catalogue of Life.